# Oswaldo Fumeiro Alvarez
Oswaldo Fumeiro Alvarez (Monte Azul Paulista, 21 augustus 1956 - São Paulo, 20 mei 2020) was een Braziliaans voetbaltrainer.

## Carrière
In 1990 startte Vadão zijn trainerscarrière bij zijn Mogi Mirim EC. Hij heeft als hoofdtrainer bij diverse Braziliaanse clubs gewerkt zoals Guarani FC, Club Athletico Paranaense, SC Corinthians Paulista, São Paulo FC, EC Bahia, AA Ponte Preta, EC Vitória en Sport Club do Recife.